# Baby It's You (EP)
Baby It's You är ett samlingsalbum av The Beatles från 1995.
I mitten av 1990-talet genomförde de då ännu levande Beatlesmedlemmarna Paul McCartney, George Harrison och Ringo Starr det s.k. Anthology-projektet. Tre dubbel-CD kom ut med tidigare outgivna versioner av studioinspelningar, en serie VHS- och DVD-filmer om gruppens historia samt en stor bok med titeln Anthology.
I samband med detta projekt släpptes också tre CD-EP-skivor. En av dessa innehöll alternativa stereoversioner av Baby It's You från 1963, I'll Follow The Sun från 1964, Devil In Her Heart från 1963 samt Boys från 1963.
Till skillnad från de båda övriga EP-skivorna i Anthologyprojektet är denna EP i mono.